# Adempimento
L'adempimento, nell'ordinamento italiano, è l'esatta esecuzione della prestazione dedotta in obbligazione nonché il principale, sebbene non unico, modo di estinzione delle obbligazioni.

A prescindere dalle ipotesi in cui l'inadempimento è connotato da elementi di frode da parte del debitore, come ad esempio nel caso di pagamento effettuato a mezzo di assegni a vuoto, in dottrina e in giurisprudenza si discute sulla nozione di «esatto adempimento», mancando una norma definitoria.

## Natura giuridica
L'adempimento rientra nella più ampia categoria dei fatti giuridici quale vicenda giuridica cui l'ordinamento riconosce determinati effetti giuridici.
La natura negoziale dell'adempimento è ormai negata da quasi tutta la dottrina. Alcuni autori sostengono comunque la teoria negoziale sul rilievo che se l'adempimento non si basasse sulla volontà di adempiere l'obbligazione sarebbe neutro e andrebbe ricollegato a giustificazioni diverse (ad es. una donazione).
Secondo la teoria della cd. attuazione reale della prestazione ciò che rileva ai fini dell'adempimento è il fatto stesso che il rapporto obbligatorio sia stato attuato, cioè l'obiettiva corrispondenza tra il dovuto ed il prestato.

## Requisiti
I requisiti dell'adempimento si distinguono in requisiti soggettivi e requisiti oggettivi.
- I requisiti soggettivi riguardano la legittimazione a ricevere del creditore e la legittimazione ad adempiere di colui che esegue la prestazione. Al riguardo l'art. 1188 statuisce che l'adempimento deve essere eseguito nei confronti del creditore o del suo rappresentante o della persona all'uopo indicata dal creditore o autorizzata dalla legge o dal giudice.[2] Pertanto, quando la prestazione del debitore è eseguita in favore di un soggetto diverso dal creditore, di norma, il debitore non è liberato dal vincolo obbligatorio nei confronti del suo creditore. In proposito ci sono delle eccezioni: il debitore è liberato: 1) quando in buona fede abbia eseguito la prestazione dovuta a un soggetto che possedeva le caratteristiche del legittimato creditore (si parla in tal caso di "pagamento al creditore apparente") e spetterà al debitore dimostrare le prove in suo favore (articolo 1189); 2) quando il creditore abbia approfittato o ratificato il pagamento eseguito (articolo 1188, comma 2).

Per quanto riguarda invece la legittimazione ad adempiere, il codice stabilisce all'art. 1180 che l'obbligazione può essere adempiuta da un terzo, anche contro la volontà del creditore (purché questi non abbia interesse all'esecuzione personale della prestazione da parte del debitore).
- I requisiti oggettivi riguardano la conformità oggettiva della prestazione eseguita alle varie determinazioni previste nel titolo e nella legge. Al riguardo la legge stabilisce (art. 1181) genericamente che l'adempimento deve essere "esatto" ed integrale, potendo il creditore rifiutare l'adempimento parziale anche se la prestazione è divisibile. Le rate non costituiscono adempimento parziale, perché sono ciascuna in sé completa. Se la prestazione è parzialmente impossibile il debitore si libererà dal vincolo obbligatorio eseguendola per la parte possibile (art.1258). Se il creditore rifiuta la prestazione esatta, può essere costituito in mora.

## Diligenza nell'adempimento
Sotto il profilo esecutivo, la prestazione da adempiere va vista alla luce dell'art. 1176 del Codice civile, che parla di diligenza nell'adempimento. Qui viene in rilievo un particolare interesse del creditore, che è l'interesse di protezione, al quale corrisponde dal lato passivo un obbligo di cautela.
In altre parole, il debitore, nell'eseguire determinate prestazioni, deve tenere indenni cose e persone che vengono in contatto con lui, sia che si trovino nella sfera del creditore, sia che si presentino come terzi.
Se, durante l'esecuzione della fase adempitiva, si verifica una violazione dell'obbligo di cautela predisposto a tutela della sfera creditoria, il creditore potrà scegliere se agire con un'azione di inadempimento o con l'azione risarcitoria; la sua scelta può risultare condizionata sia dall'entità del risarcimento, sia dall'onere della prova, che è più gravoso se si agisce ex art. 2043 del cod.civ. perché in tal caso occorre dimostrare la colpa.
Nel caso di violazione di un obbligo di cautela predisposto a tutela dei terzi, non vi è dubbio che questi possano agire con l'azione aquiliana.

## Le norme suppletive
Il legislatore ha previsto un combinato di norme che disciplinano alcuni aspetti dell'adempimento dell'obbligazione attivando la loro applicazione qualora le parti non abbiano previsto ciò.

### Luogo dell'adempimento
Qualora l'oggetto dell'obbligazione sia consegnare una cosa determinata questa deve essere adempiuta nel luogo in cui è sorta l'obbligazione, se invece l'oggetto concerne il pagamento di una somma di denaro, questa deve essere effettuata al domicilio del creditore. In tutti gli altri casi il luogo dell'adempimento è il domicilio del debitore.

### Tempo dell'adempimento
Qualora non sia fissato alcun termine si presume che il creditore può esigere immediatamente l'esecuzione dell'obbligazione.
Qualora risultasse fissato un termine, questo si presume a favore del debitore: pertanto questi può adempiere anche prima la propria obbligazione, mentre è precluso al creditore di richiedere l'esecuzione di questa prima di tale data.

## Inesattezza quantitativa dell'adempimento
In linea di principio, si tratta di un adempimento parziale.
Nell'ipotesi in cui il creditore (contraente deluso) lo ritenga opportuno e conveniente, può chiedere al giudice l'assegnazione della residua porzione della res debita ovvero l'effettuazione del rimanente facere (oggetto dell'obbligazione).

Alternativamente, il creditore può chiedere una riduzione del corrispettivo, oppure la risoluzione per inadempimento, cui consegue il risarcimento del danno.

## Inesattezza qualitativa dell'adempimento
Più problematico è il caso dell'inesattezza qualitativa: bisogna infatti distinguere tra vizi e mancanza di qualità promesse (o essenziali), e consegna di un bene appartenente ad un genus diverso (aliud pro alio).

Si ha il "vizio" delle qualità quando le qualità della res sono alterate al punto da renderla inidonea all'uso o diminuirne fortemente il valore.

Si ha "difetto" di qualità, quando mancano del tutto le qualità richieste dalla normale destinazione del bene, mentre si ha aliud pro alio, quando il bene appartiene ad un genus assolutamente diverso da quello pattuito.

La giurisprudenza accomuna le tre ipotesi di inesattezza qualitativa, perché nella pratica è difficile operare una distinzione concettuale netta, e soprattutto perché la cosiddetta «Legge uniforme sulla vendita di cose mobili materiali» (legge n. 816 del 1971) ha unificato la disciplina del "vizio", del "difetto" e della consegna di aliud pro alio.

Già negli anni Sessanta, la giurisprudenza ammetteva un'azione di condanna del debitore alla eliminazione dei difetti della res: il proprietario di un terreno fu condannato ad estrarre una bomba dal suolo, altrimenti inutilizzabile a fini edificatori da parte degli acquirenti, mediante un'applicazione analogica dell'art. 1668 del Codice civile dettato in tema di "difetti" della cosa appaltata.